# Jaguar XJR
De Jaguar XJR is de krachtigste XJ van de Britse automobielconstructeur Jaguar. Het model loopt op z'n eind, geruchten gaan dat Jaguar aan een opvolger van de XJ bezig is, en daarmee zal ook de sportievere R verdwijnen. De auto bestaat gedeeltelijk uit aluminium, als er plaatstaal gebruikt zou zijn in plaats hiervan, had de auto 200 kg meer gewogen.
De auto rust op een CATS-onderstel met luchtvering en adaptieve schokdemping. De huidige XJR is het derde model. De eerste XJR was een zescilindermodel op basis van de x300, het tweede model was gebaseerd op de x308, met een achtcilindermotor, die gebouwd werd van 1997 tot 2003.

## Carrosserie
De XJR verschilt van de XJ door een krachtigere motor, meestal supercharged en de 20"-wielen.

## Motor
De 4.2 liter V8 heeft een mechanische compressor, zodat het piekvermogen op 400 pk komt te liggen. Het maximumkoppel bedraagt 541 Nm. De automaat heeft een S-knop boven op de keuzehendel van de automaat. Als die ingedrukt wordt reageert de automaat uiterst alert op de kleinste bewegingen van het gaspedaal, en wordt de motor op scherp gezet. De motor is zo krachtig dat hij omwille van de Gentlemen's Agreement op 250 km/h elektronisch ingedamd moest worden.